# کانا اوسافونه
کانا اوسافونه (انگلیسی: Kana Osafune؛ زادهٔ ۱۶ اکتبر ۱۹۸۹) بازیکن فوتبال اهل ژاپن است که در تیم‌های ملی فوتبال زیر ۲۰ سال زنان ژاپن و زنان ژاپن بازی کرده‌است.